# Manhasset

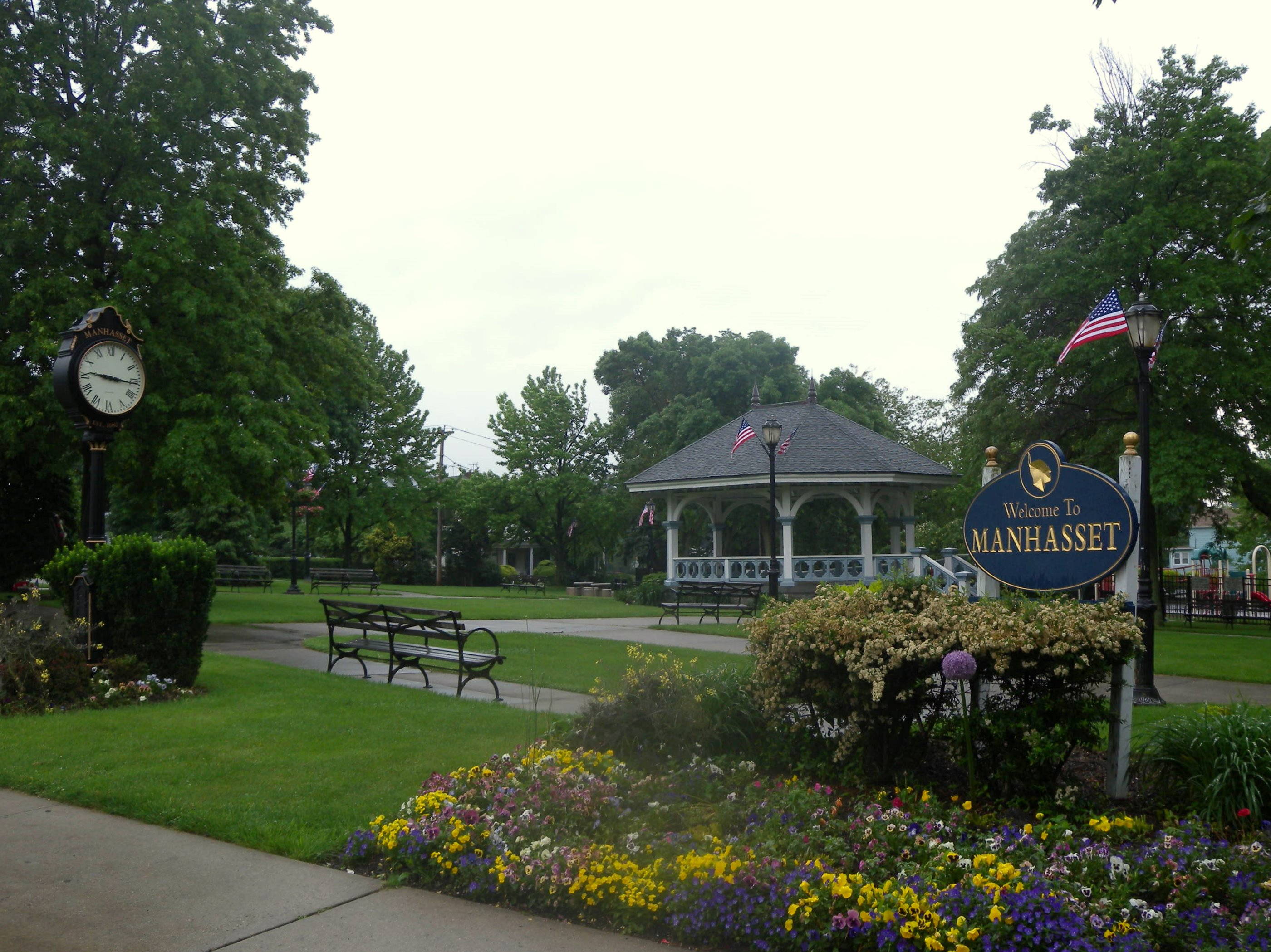
Manhasset.

Manhasset est un « hamlet » (localité) de l'État de New York, situé dans le comté de Nassau au nord-est de la ville de New York. En 2010, la population était de 8 010 habitants.

## Histoire
Manhasset est un mot d'origine amérindienne signifiant « au bord de l'île ».
En 2005, Manhasset a été désigné par le Wall Street Journal comme étant le meilleur endroit pour élever des enfants dans la région de New York.
C'est là que se sont déroulées à partir de 2007 les négociations de Manhasset sur l'avenir du Sahara occidental.

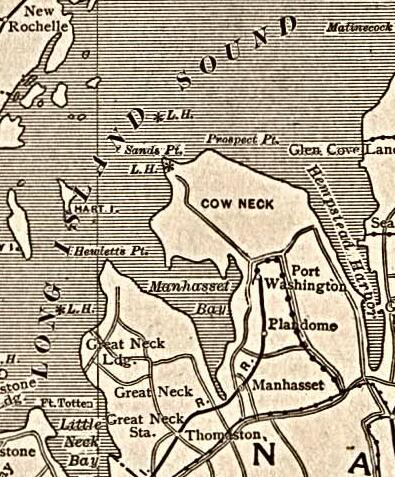
Carte de 1917 de Manhasset, au fond de la baie du même nom.
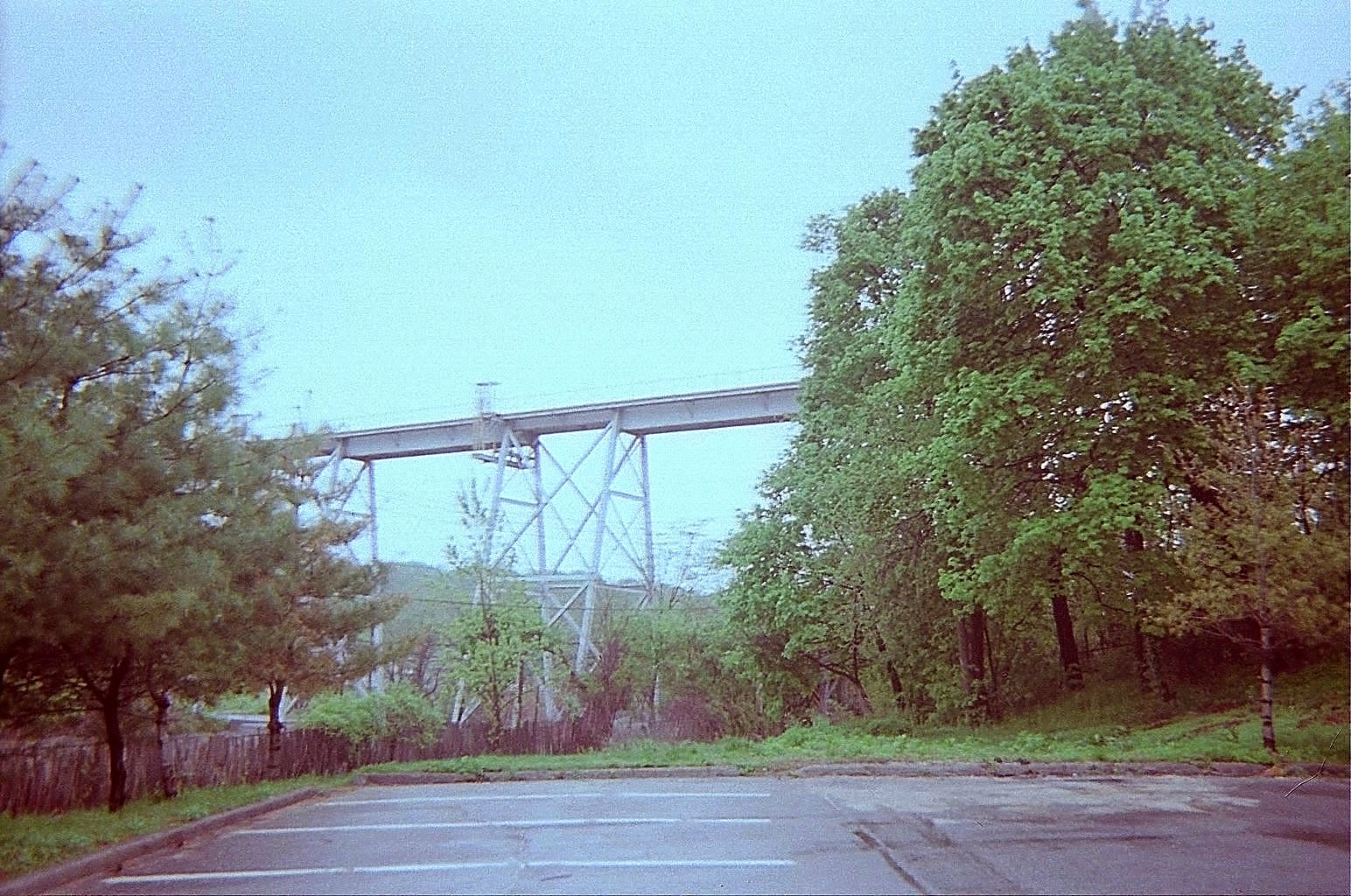
Viaduc de Manhasset, le plus haut de Long Island.
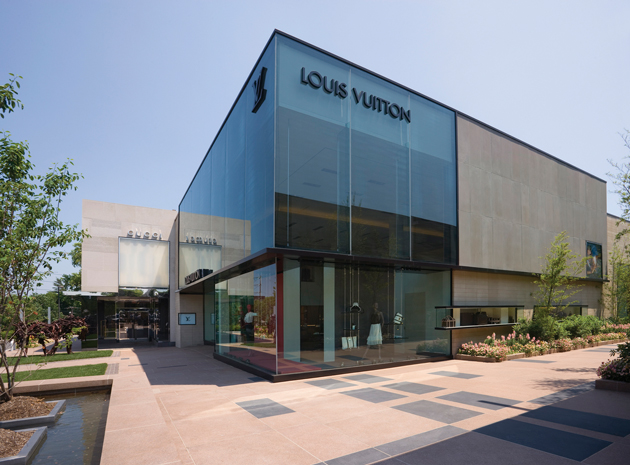
Centre commercial de Manhasset.

## Personnalités liées à Manhasset
- Paul Wittgenstein, pianiste
- Patrick McEnroe, joueur de tennis
- Josh LaBove, acteur
- William Forsythe, chorégraphe
- Chris Jericho, catcheur de la WWE
- La famille Whitney (William Payne Whitney et son épouse Helen Hay Whitney, puis leurs enfants Joan Whitney Payson et John Hay Whitney), propriétaires du domaine de Greentree